# Municipio de Huehuetenango
Municipio de Huehuetenango är en kommun i Guatemala.   Den ligger i departementet Departamento de Huehuetenango, i den västra delen av landet, 120 km nordväst om huvudstaden Guatemala City.
Följande samhällen finns i Municipio de Huehuetenango:
- Huehuetenango